# Cheick Camara
Pour les articles homonymes, voir Camara.
Cheick Camara de son vrai nom Cheick Aboubacar Camara né le 16 avril 1998, est un sprinteur guinéen.

## Carrière
En 2014, il a participé à l'épreuve du 100 mètres masculin aux Jeux olympiques d'été de la jeunesse de 2014 à Nankin, en république populaire de Chine.
En 2019, il a participé à l'épreuve du 100 mètres masculin aux Championnats du monde d'athlétisme 2019 à Doha, au Qatar. Il a participé au tour préliminaire et il ne s'est pas qualifié pour concourir dans les séries.
La même année, il a également représenté la Guinée aux Jeux africains de 2019 organisés à Rabat, au Maroc. Il a participé à l' épreuve masculine de 200 mètres et il ne s'est pas qualifié pour participer aux demi-finales.